# Moby Dick
Moby Dick este un roman al scriitorului american Herman Melville, publicat prima dată în 1851. Este considerat a fi o capodoperă a literaturii universale, și unul din Marile Romane Americane. Romanul istorisește aventurile căpitanului Ahab al navei Pequod, obsedat de dorința de a ucide legendara balenă albă, Moby Dick, care îi cauzase pierderea unei gambe. Povestitor este un membru al echipajului, Ishmael.
Într-un eseu publicat în 1954, Maugham l-a considerat unul dintre cele mai bune zece romane din lume.
În românește a fost tradus de Petre Solomon în anul 1973, la Editura pentru literatură.

## Rezumat
Povestea descrie aventura marinarului Ishmael, la bordul balenierei Pequod, comandată de căpitanul Ahab. 
Înainte ca Ishmael să fi ajuns la bordul acesteia  el se afla în New Bredford. La un han de la docuri a ajuns partener cu Queequeg, un om sălbatic care fusese în trecut vânător de balene. Astfel au ajuns împreună pe vasul "Pequod". 
Ishmael își dă în curând seama că Ahab este în căutarea unei anumite balene, un cașalot alb, numit Moby Dick, o creatură feroce și enigmatică. În trecut, Moby Dick i-a distrus barca căpitanului Ahab și l-a făcut să-și piardă un picior, iar acum acesta vrea răzbunare.

## Personaje
- Captain Ahab
- Ishmael
- Moby Dick
- Bartleby
- Elijah
- Stubb
- Queequeg
- Starbuck
- Tashtego
- Dough-boy
- Flask
- Daggoo
- Fedallah
- Pippin ("Pip")

## Recepție
Abia la câțiva ani după moartea lui Melville, romanul   Moby Dick a fost redescoperit de public, recunoscându-i-se calitățile literare care i-au asigurat o popularitate crescândă ca una din creațiile cele mai importante ale literaturii universale. Proza lui Melville este complexă și de o imaginație bogată, ceea ce a făcut din el unul din cei mai fini stiliști ai limbajului din literatura americană, alături de William Faulkner, Henry James și Thomas Pynchon. Romanul este dedicat prietenului său, scriitorul Nathaniel Hawthorne, care i-a influențat scrierile. 

## Adaptări
Romanul a constituit sursa de inspirație a multor adaptări: de film, televiziune, teatru, benzi desenate, operă etc.

### Film
- În 1926 a apărut filmul mut The Sea Beast, cu John Barrymore ca Ahab cu o logodnică și un frate malefic, inspirată după carte[3].
- A fost refăcut în 1930 ca Moby Dick[4], o versiune în care Ahab ucide balena și se întoarce acasǎ la femeia pe care o iubește.
- Moby Dick - film din 1956 de regizorul John Huston

### Televiziune
- Un episod din Mr. Magoo din 1964 îl arǎta pe Ishmael Quincey Magoo vânând-o pe marea balenǎ albǎ.[5]
- Un episod din Beetlejuice din 1991 cu titlul "Moby Richard"[6]
- Moby Dick, un film de televiziune din 1998 cu Patrick Stewart în rolul lui Ahab și Gregory Peck ca părintele Mapple (pentru care a primit Globul de Aur)[7]

### Teatru

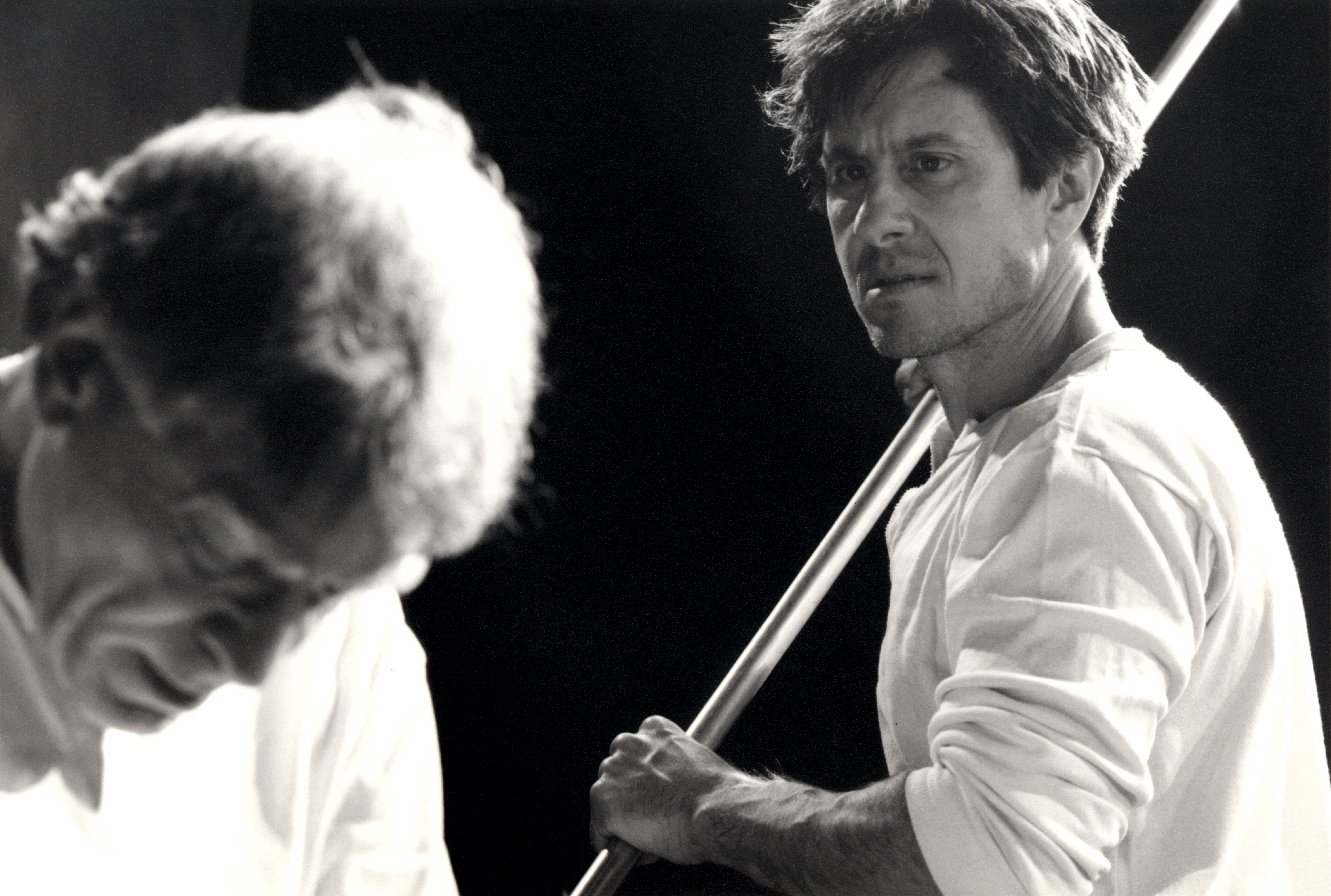
Martin Epstein în rolul lui Ahab și Michael Berry în rolul lui Starbuck în Moby Dick, o piesă de teatru

- Moby Dick Rehearsed, cu Orson Welles Orson Welles, filmatǎ în 1955.
- Scriitorul Julian Rad și Hilary Adamsau adaptat Moby Dick într-o piesǎ care a avut premiera în 2003, la New York.
- Moby Dick! The Musical
- Songs and Stories From Moby Dick
- 2000 Moby Dick
- 2008 Moby Dick
- Compozitorul Jake Heggie a adaptat cartea pentru operǎ la inaugurarea Operei Winspear. A avut premiera în aprilie 30, 2010 cu Ben Heppner ca Ahab.

### Benzi desenate

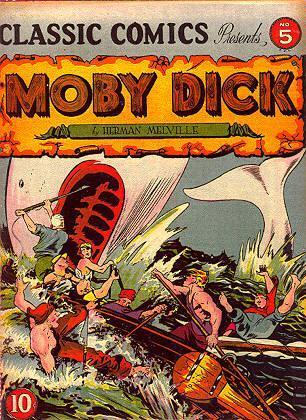
Bandă desenată din 1942